# انتقاد
نقد به بررسی و ارزیابی هر چیزی، همچون یک نشریه، خدمات یک شرکت، فیلم، بازی ویدیویی، موسیقی (بررسی یک آهنگ به لحاظ موسیقایی)، کتاب گفته می‌شود.
واژه نقد در مفهوم لغوی آن، تفکیک صحیح از غیر صحیح و خالص از ناخالص است. به عبارت دیگر، نقد به معنای محک زدن شیء و قرار دادن آن در دو دسته سالم و ناسالم است.
اساسا فرایندِ نقد یکی از مهم‌ترین و ارزشمندترین دستاورد‌های زندگی بشر است که از آغاز فعالیت‌های علمی و ادبی در دوران کهن آغاز گردیده است. 